# Luteïna

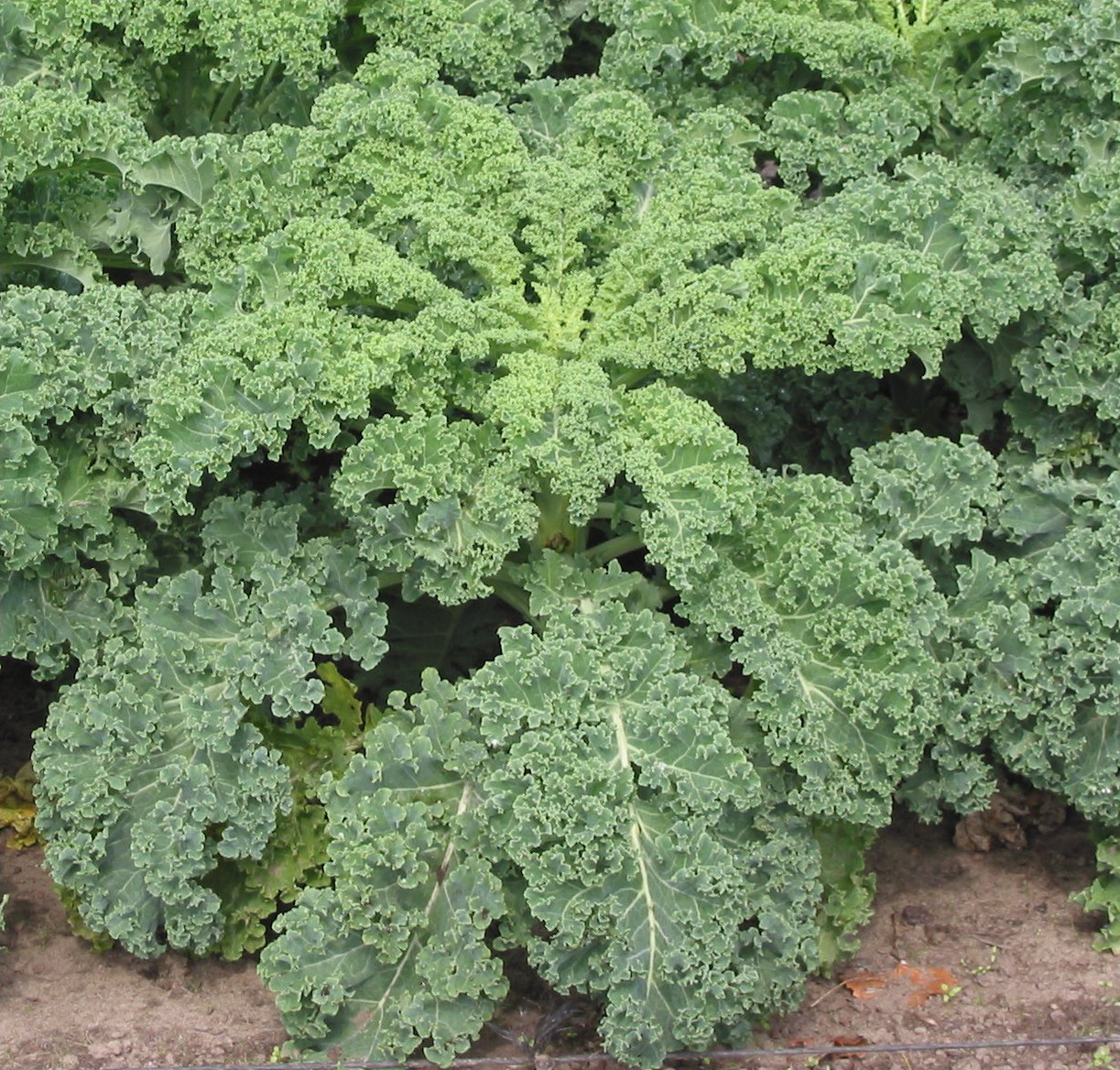
La kale té gran quantitat de luteïna

La luteïna és un dels més de sis-cents carotenoides coneguts. És un pigment groc que es troba en algues, plantes i bacteris fotosintètics, tot i que també se'n troba al rovell dels ous. El codi alimentari assignat per la UE és E-161b.
Es troba en gran quantitat en plantes de fulla verda, com kale o espinacs. En aquestes, les xantofil·les actuen per modular l'energia lumínica i per controlar els nivells de colorfil·la produïts per la fotosintesi. Els animals obtenen luteïna mitjançant la ingesta de plantes. Els humans en tenen a la màcula lútia, tot i que es desconeix exactament la seva utilitat.
El seu nom prové del llatí luteus, que significa 'groc'.